# Aega whanui
Aega whanui là một loài chân đều trong họ Aegidae. Loài này được Bruce miêu tả khoa học năm 2009.